# Shredder (Teenage Mutant Ninja Turtles)
De Shredder is een personage uit de strips, tv-series en films van de Teenage Mutant Ninja Turtles. Hij is een kwaadaardige ninjutsu-meester en de hoofdvijand van de Turtles.
Shredders uiterlijk is in vrijwel alle incarnaties hetzelfde. Als Oroku Saki ziet hij eruit als een jonge Japanse man. Als Shredder draagt hij een gepantserd kostuum dat doet denken aan een samoeraiharnas, aangepast om minder zwaar te zijn. Het harnas bestaat uit metalen platen bedekt met messen. Verder heeft hij altijd een metalen helm op met een drietandvormig ornament en een kap die het gezicht bedekt.
Oorspronkelijk zou zijn naam "Grate Man" worden.

## Mirage-Image

### Oroku Saki
In de originele stripserie uitgegeven door Mirage Comics is Oroku Saki de jongere broer van Oroku Nagi. Nagi had een rivaliteit met Hamato Yoshi (de eigenaar van Splinter) over de liefde van een vrouw genaamd Tang Shen. Shen hield alleen van Yoshi, en een vete brandde los tussen de rivalen, wat Nagi zijn leven kostte. Yoshi vluchtte daarna naar New York met Shen.
Saki sloot zich aan bij de Foot Clan en trainde hard om een sterke ninja te worden. Hij werd uiteindelijk benoemd tot leider van de Amerikaanse tak van de Foot. Hij reisde naar Amerika en zag dit als kans om wraak te nemen op Yoshi voor de dood van zijn broer. Hij doodde Yoshi en Shen. Splinter kon echter ontsnappen en muteerde later door toedoen van een groen slijm in een antropomorfe vorm. Daarna trainde hij de vier Turtles om Yoshi te wreken.
Toen Splinter vond dat de Turtles er klaar voor waren stuurde hij hen eropuit. Ze bevochten Oroku Saki, die omkwam toen een bom bestemd voor de Turtles afging in zijn gezicht. Hij werd later echter weer tot leven gebracht via een uniek kloonproces van de Foot Clan. Uiteindelijk was het Leonardo die Shredder definitief doodde door hem te onthoofden.
Met Shredder uit de weg barstte een oorlog los tussen andere leiders van de Foot Clan. In deel 3 en 4 van de nieuwe Tales of the TMNT werd onthuld dat een paar weken nadat Leonardo Shredder versloeg hij weer door een Foot Mystic tot leven was gebracht. Deze Shredder huisde in het lichaam van een haaimonster. De Turtles versloegen dit monster ook.

### Andere Shredders
Gedurende een groot deel van de Image comic serie, deed Raphael zich voor als Shredder om zo de Foot Clan onder controle te houden. Ook verscheen er later een vrouwelijke Shredder, wier identiteit niet werd onthuld daar de stripserie vroegtijdig werd stopgezet. Schrijver Gary Carlson bevestigde later dat de vrouwelijke Shredder Karai was.
In een recent deel van de huidige serie kwam Leonardo Oroku Yoshi, een Battle Nexus deelnemer met een harnas gelijk aan dat van Shredder, tegen. Zijn connectie met Oroku Saki en/of de Foot is onbekend.

## Eerste animatieserie

### Geschiedenis
In de eerste animatieserie waren Oroku Saki en Hamato Yoshi allebei leden van de Foot in Japan. Maar Saki schoof Yoshi een poging tot moord op hun sensei in de schoenen, waarna Yoshi naar New York moest vluchten. Daar ging hij in de riolen wonen. In de jaren erop nam Saki het leiderschap over de Foot Clan over en werd de Shredder. Hij ontmoette ook een wezen uit een andere dimensie genaamd Krang. In ruil voor zijn diensten aan Krang kreeg Shredder van hem geavanceerde wapens en apparatuur. Hiermee verving hij de Foot Ninja’s door robots genaamd Foot Soldiers. Hij verhuisde naar New York en ontdekte daar dat Yoshi nog leefde. Hij probeerde hem te doden door een cilinder mutageen, waarvan hij dat dacht dat het een dodelijk gif was, in het riool te gooien. Dit veranderde Yoshi in Splinter en zijn huisdierschildpadden in de Turtles.

### Kenmerken
De animatieversie van Shredder was duidelijk een stuk minder gewelddadig dan de stripversie. Shredder is wel kwaadaardig, maar ook een humoristische vijand en niet de dodelijke en keiharde ninja die hij in de strips was. Dit had te maken met het feit dat het geweld in de animatieserie sterk was verminderd. Zijn helpers, Bebop en Rocksteady, waren incompetent en faalden in elke opdracht die ze kregen.
De weinige keren dat hij vocht bleek Shredder echter een sterke vechter. Zijn vechtkunsten overtroffen die van de Turtles en waren gelijk aan die van Splinter. Hij trainde zelf de Punk Frogs om tegen de Turtles te vechten. Zijn technische vaardigheden waren ook noemenswaardig. Hij bouwde o.a. een robotlichaam voor Krang. Eenmaal slaagde hij er zelfs in de wereld te veroveren (aflevering "Shredderville"). Maar hij kon de problemen van de wereld niet allemaal tegelijk aan.

### Familie
Shredders familieleden deden mee in drie afleveringen. In de aflevering "Shredder's Mom" dook zijn moeder, Miyoko, op om Shredder en Krang bij te staan. Ze behandelde Shredder echter continu als een klein kind.
In de aflevering "My Brother, the Bad Guy" bleek Shredder nog een broer te hebben, Kazuo Saki. Deze was echter een politieagent in Tokio.
Ten slotte, in de aflevering "The Legend of Koji", was Shredders voorouder Oroku Sancho, die leefde in het Japan van 1583, te zien.

### Tijdlijn
Tellend vanaf zijn eerste ontmoeting met de Turtles, probeerde Shredder acht jaar lang om de Turtles te verslaan. In de aflevering "Turtle Trek" van seizoen 8 kwam Shredder samen met Krang, Bepop en Rocksteady vast te zitten in Dimensie X omdat de Turtles de motoren van de Technodrome vernietigden. Twee jaar later werd hij gecontacteerd door Lord Dregg ("The Power of Three"). Dregg hielp Shredder en Krang terug te keren naar de aarde om het met helpen de Turtles te verslaan. Daarna verraadde hij hen echter en probeerde de energie van Krang, Shredder en de Turtles op te zuigen. Alleen Shredder ontsnapte hieraan. Uiteindelijk verijdelden de Turtles Dreggs plan en sloten hem, Shredder en Krang weer op in Dimensie X.

## Films
In de eerste film, Teenage Mutant Ninja Turtles, woonden Oroku Saki en Hamato Yoshi in Japan en waren beide verliefd op Tang Shen. In plaats van Saki te bevechten in een duel, volgde hij Shen’s advies op om naar Amerika te vluchten. Saki volgden hen echter en vermoordde de twee. Yoshi’s rat, Splinter, ontsnapte, maar niet voordat hij Shredder een litteken bezorgde.
Saki rekruteerde daarna tieners en leerde hen ninjutsu om met hen een leger te vormen genaamd de Foot Clan. Saki nam zelf de identiteit van de Shredder aan.
De activiteiten van de Foot werden uiteindelijk ontdekt door April O'Neil, waarna Shredder de opdracht gaf haar te doden. Toen de Turtles tussenbeide kwamen, wilde Shredder hen persoonlijk tegenhouden. Hij liet hun schuilplaats opsporen en vernietigen, en opende een aanval op April’s antiekwinkel. In de climax onthulde Splinter wie hij werkelijk was en bevocht Shredder, die zelfs alle vier de Turtles tegelijk aankon. In het gevecht stortte Shredder van een gebouw in een vuilniswagen, waar hij blijkbaar door Casey Jones werd verpletterd.
In de tweede film, Teenage Mutant Ninja Turtles II: The Secret of the Ooze, bleek Shredder nog te leven en wilde wraak. Hij wist wat van het mutageen dat de Turtles en Splinter had gemaakt tot wat ze nu zijn in handen te krijgen, en gebruikte dit om een wolf en een bijtschildpad te veranderen in Tokka en Rahzar. De twee mutanten hadden het verstand van een baby, maar ongelooflijke fysieke kracht. Toen de Turtles deze mutanten toch versloegen, dronk Shredder zelf het laatste restje mutageen op en werd Super-Shredder: een bovenmenselijk wezen met een paarse huid en ongelooflijke kracht. Hij brak bij het gevecht met de Turtles echter de steunpilaren van een pier, die vervolgens boven op hem instortte. Ditmaal overleefde Shredder het niet.
Shredder werd in de eerste film gespeeld door James Saito en in de tweede door François Chau. Zijn Super-Shredder vorm werd gespeeld door worstelaar Kevin Nash. In alle versies werd zijn stem gedaan door David McCharen.
Shredder deed niet mee in de derde film, maar was wel even kort te zien aan het begin van de vierde film. In de film zelf werd gesuggereerd door Karai dat hij mogelijk binnenkort terugkeert (misschien voor een eventuele vijfde film).

## The Next Mutation
Shredder deed even kort mee in de serie Ninja Turtles: The Next Mutation. Hierin gebruikt Venus de Milo haar krachten om de Oroku Saki die van binnen zit de controle te geven over Shredder. Dit maakt hem tot een minder gewelddadige man. De Foot Clan valt daarna snel uit elkaar. Shredder zelf wordt door de Dragon Lord aangevallen vanwege een medaillon dat in zijn bezit is, maar hij werd gered door Splinter.
Er zijn geruchten in de serie dat Shredder langzaam weer in zijn oude gewoontes aan het vervallen was, maar de serie werd stopgezet voordat dit idee verder kon worden uitgewerkt.

## Tweede animatieserie

### De Utrom Shredder
In de tweede animatieserie werd Shredders oorsprong drastisch veranderd. Hij was in werkelijkheid Ch'rell, een gevaarlijke krijgsheer van het buitenaardse ras de Utrom. Eeuwen geleden (Utroms hebben een veel langer leven dan mensen) werd hij aan boord van een schip vervoert naar een gevangenis. Hij ontsnapte en liet het schip neerstorten op Aarde in Japan. De Utroms zaten nu vast op een (voor hun) primitieve planeet en Ch’rell ontsnapte.
Om zich ongezien voort te bewegen tussen mensen maakten de Utroms exopakken die eruitzagen als mensen, en die door de Utroms vanuit een cockpit in de buik werden bestuurd. Ch’rell stal er een en voorzag het van een Japans harnas. Daarmee werd hij de Shredder. Volgens de Foot Mystics stal Ch’rell echter de identiteit van een andere Shredder, aangezien zij hem de “Utrom dubbelganger” noemden. Ch’rell nam ook het alter ego Oroku Saki aan. Om geen argwaan te wekken over zijn lange leven deed hij alsof er een Oroku familie was waarin de Shredder identiteit van vader op zoon werd doorgegeven. Shredder richtte om meer macht te krijgen de Foot Clan op en startte een oorlog in Japan.
In het heden was de Foot Clan uitgegroeid tot een machtige criminele organisatie. Shredder leidde nu drie levens: in werkelijkheid was hij Ch’rell maar dat wist bijna niemand. Voor de buitenwereld was hij Oroku Saki, een Japanse zakenman en miljonair. In het geheim was hij de Shredder, de leider van de Foot Clan. Ch’rell vocht een oorlog tegen de andere Utroms die ook nog altijd op Aarde waren. Deze oorlog vond plaats buiten het gezichtsveld van de mensen. Shredder werd naast de Foot Clan ook geholpen door Dr. Baxter Stockman, Hun, de Purple Dragons straatbende en een elitekorps: vier extra sterke ninja’s die onder andere in rook op kunnen gaan.
Een tijdje voor aanvang van de serie vond Shredder in de straten van Japan het meisje Kari. Hij nam haar onder zijn hoedde en voedde haar op als zijn dochter en erfgenaam. Shredder lijkt echt om Karai te geven aangezien hij haar later vertelde er trots op te zijn een dochter te hebben opgevoed die zijn rijk kan overnemen.
De Utroms op aarde werden geholpen door ninjameester Hamato Yoshi. Shredder wilde van Hamato weten waar de Utroms waren, maar toen Yoshi weigerde te praten doodde Shredder hem. Yoshi’rat, Splinter, ontsnapte en veranderde later door toedoen van een groen slijm (dat later van de Utroms bleek te zijn) in zijn huidige vorm. Vier schildpadden werden met hem mee veranderd, waarna hij ze opvoedde als zijn zonen.
In het begin probeerde de Shredder de Turtles aan zijn kant te krijgen, maar ze sloegen dit aanbod af. Dit had meerdere conflicten tot gevolg tussen de twee groepen, waarbij Shredder een aantal maal gedood leek te worden. Uiteindelijk ontdekten de Turtles de waarheid over Shredder. Ze hielpen de Utroms eindelijk de aarde te verlaten en terug naar huis te keren. Ch’rell kon echter ontsnappen.
Na de invasie van de Triceratons deed Oroku Saki alsof hij met zijn fortuin New York wilde helpen heropbouwen, maar zijn werkelijke doel was het in handen krijgen van de Triceraton technologie.
Toen Donatello door Drako naar een andere tijd werd gestuurd belandde hij in een toekomst waar Shredder over de wereld heerste en de mensheid tot slaven had gemaakt. Hij werd in deze tijdlijn gedood door Donatello, die daarna terugkeerde naar zijn eigen tijd. Dit vond plaats in een alternatieve tijdlijn.
Shredders laatste misdaad tegen de Utrons was de constructie van een ruimteschip waarmee hij hun thuiswereld wilde aanvallen. Door toedoen van de Turtles en Agent Bishop moest hij zijn schip vroegtijdig lanceren. De Utroms kwamen ook te hulp en Shredder werd gevangen. Hij werd veroordeeld voor zijn vele misdaden en verbannen naar een ijzige asteroïde rond de planeet. Hier werd hij voor het laatst gezien.

### De Tengu Shredder
In de aflevering "Good Genes" werd gesproken over een “echte” Shredder; een die al bestond voor dat “de bedrieger” Ch’rell zijn identiteit stal. In de aflevering "Legend of the 5 Dragons", werd meer onthuld over deze Shredder. In het jaar 300 AD viel een enorme Tengu Japan aan, en verplaatste zijn geest over op een zekere Oroku Saki. Deze Oroku Saki werd hierdoor “de Shredder” en viel Japan aan. Hij werd verslagen door vier krijgers die zichzelf "The Dragons" noemden. Shredder kon niet worden verslagen, dus werd hij opgesloten en streng bewaakt.
In de aflevering "Ninja Tribunal" werden de turtles ontvoerd samen met vier andere krijgers door het Ninja Tribunaal. Deze tribunaalleden waren de vier onsterfelijke Dragons. Ze maakten bekend dat de ware Shredder op het punt stond weer te worden bevrijd door de Foot Mystics.
Deze verhaallijn omtrent de echte Shredder werd niet verder voortgezet omdat seizoen 5 werd vervangen door het "Fast Forward" seizoen. Recentelijk zijn echter dvd uitgaven van dit seizoen verschenen. In dit seizoen keerde de echte Shredder inderdaad terug, en probeerde eerst Karai, die nu haar vaders identiteit gebruikte, te vermoorden. Ze ontsnapte dankzij de Turtles. Daarna veranderde hij New York in een demonische stad. In het laatste gevecht met deze demonische Shredder veranderden de Turtles tijdelijk in draken om de draakversie van Shredder te verslaan. Uiteindelijk was het Splinters oude meester, Hamato Yoshi, die Shredder voorgoed uitschakelde.

### Andere Shredders
Na Ch’rells verbanning nam Karai de leiding over de Foot Clan op zich, en ook de Shredder identiteit.
In de aflevering "The Big Brawl" was een standbeeld te zien van een krijger met Shredders harnas aan. Wie deze krijger is, is niet bekend.
In het laatste seizoen van de serie dringt Viral, een tegenstander die de Turtles in seizoen 6 hebben leren kennen in de toekomst, het internet binnen en wordt een virtuele versie van de Shredder; de Cyber Shredder. Deze wordt in de laatste aflevering van de serie verslagen door de Turtles.

## Derde animatieserie
In de derde Nickelodeon animatieserie keert Shredder ook weer terug. In deze versie is hij wel weer een mens.Anders dan de andere animatieseries, heeft Shredder een grote wond aan rechterzijde van zijn hoofd, waardoor onder andere zijn rechteroog een oranje kleur heeft gekregen. Zijn gezicht gaat vrijwel altijd achter een masker verstopt. Zijn kostuum is gemodelleerd naar dat uit de strips, maar met grotere punten op zijn arm. Hij heeft nog steeds de knie en schouderbeschermers.
Vroeger had Oroku Saki zwart haar en een normaal gezicht, maar na het gevecht met Hamato Yoshi is zijn gezicht verbrand. Hij heeft nu veel brandende pijnen en zijn haar is uitgevallen. Shredder probeert met zijn team, bestaande uit Baxter Stockman, Fishface, Dogpound en Karai, Splinter en de Turtles uit te schakelen.
Aanvankelijk is wraak op Splinter het enige wat hem drijft, maar nadat hij het bestaan van de Kraang ontdekt krijgt hij ook interesse in hun. Zo laat hij Stockman de Kraang's technologie stelen en namaken.

## Turtles Forever
In de direct-naar-video film Turtles Forever komen zowel de Utrom-Shredder uit de tweede animatieserie als de menselijke Shredder uit de eerste animatieserie voor. De menselijke Shredder probeert de Utrom-Shredder tot zijn bondgenoot te maken, maar die verraadt hem. In de climax van de film vechten de Shredder uit de eerste animatiefilm en de Shredder uit de originele stripserie mee met de Turtles.

## Videospellen
In de videospellen gebaseerd op de eerste animatieserie was Shredder vaak de hoofdvijand. Hij had altijd wel een of ander plan dat de Turtles tegen moesten houden. Hij is vaak ook de laatste eindbaas in deze spellen. Shredder heeft in bijna al deze spellen de mogelijkheid een superaanval uit te voeren die de Turtles demuteert en zo in een keer verslaat. Het spel Teenage Mutant Ninja Turtles: Fall of the Foot Clan is hier een uitzondering op. Daarin is Shredder een tussentijdse eindbaas (Krang is de laatste) en kan hij de Turtles niet demuteren. In het spel Teenage Mutant Ninja Turtles III: The Manhattan Project komt ook een Super-Shredder voor.
In de nieuwere spellen gebaseerd op de tweede animatieserie is Shredder gebaseerd op de Utromversie. In het spel Teenage Mutant Ninja Turtles bevecht men zowel Shredder in zijn harnas als in zijn “burgervorm”. In TMNT: Mutant Melee verscheen naast deze twee versies ook nog een gouden “Meg Shredder”.